# Hits of the World
A Hits of the World a Billboard magazin heti rendszerességgel közzétett slágerlistáinak gyűjteménye. Több mint 40 országról készítenek világszerte top 25-ös listákat a digitális eladási adatokra és a streaming számokra alapozva. Az amerikai Billboard már számos országnak készített slágerlistákat ezt megelőzően is, köztük argentín, brit, kanadai, vietnámi, japán, és dél-koreai listákat is közzétettek.
2022. február 14-én jelentették be, hogy további több mint 40 ország toplistáit, köztük Magyarországét is el fogják készíteni. Az első slágerlistákat másnap mutatták be a Billboard hivatalos weboldalán. Az adott ország adatait minden héten péntektől csütörtökig gyűjtik össze, az új listákat pedig keddenként közlik. Az országok eladási és streaming adatait az MRC Data biztosítja.

## Slágerlisták

### Korábban is létező listák
- Billboard Canadian Albums
- Billboard Canadian Hot 100
- Billboard Argentina Hot 100
- Billboard Japan Hot 100
- Billboard K-pop Hot 100
- Billboard Vietnam Hot 100
- Billboard Vietnam Top Vietnamese Songs
- The Official U.K. Albums Chart
- The Official U.K. Songs Chart
- Australia Albums (ausztrál albumlista)
- Germany Albums (német albumlista)
- Greece Albums (görög albumlista)

### Afrika
- South Africa Songs (dél-afrikai kislemezlista)

### Ázsia és a Csendes-óceáni térség
- Australia Songs (ausztrál kislemezlista)
- Hong Kong Songs (hongkongi kislemezlista)
- India Songs (indiai kislemezlista)
- Indonesia Songs (indonéz kislemezlista)
- Malaysia Songs (malajziai kislemezlista)
- New Zealand Songs (új-zélandi kislemezlista)
- Philippines Songs (Fülöp-szigeteki kislemezlista)
- Singapore Songs (szingapúri kislemezlista)
- South Korea Songs (dél-koreai kislemezlista) (2022. május 7-én mutatták be;[3] a K-pop Hot 100 listát helyettesíti[4])
- Taiwan Songs (tajvani kislemezlista)
- Thailand Songs (thaiföldi kislemezlista) (2022. február 26-ától megszűnt)[5]
- Turkey Songs (török kislemezlista)

### Európa
- Austria Songs (osztrák kislemezlista)
- Belgium Songs (belga kislemezlista)
- Croatia Songs (horvát kislemezlista)
- Czech Republic Songs (cseh kislemezlista)
- Denmark Songs (dán kislemezlista)
- Finland Songs (finn kislemezlista)
- France Songs (francia kislemezlista)
- Germany Songs (német kislemezlista)
- Greece Songs (görög kislemezlista)
- Hungary Songs (magyar kislemezlista)
- Iceland Songs (izlandi kislemezlista)
- Ireland Songs (ír kislemezlista)
- Luxembourg Songs (luxemburgi kislemezlista)
- Netherlands Songs (holland kislemezlista)
- Norway Songs (norvég kislemezlista)
- Poland Songs (lengyel kislemezlista)
- Portugal Songs (portugál kislemezlista)
- Romania Songs (román kislemezlista)
- Russia Songs (orosz kislemezlista) (2022. április 9-től megszűnt)[6]
- Slovakia Songs (szlovák kislemezlista)
- Spain Songs (spanyol kislemezlista)
- Sweden Songs (svéd kislemezlista)
- Switzerland Songs (svájci kislemezlista)
- U.K. Songs (brit kislemezlista)

### Dél-Amerika
- Bolivia Songs (bolíviai kislemezlista)
- Brazil Songs (brazil kislemezlista)
- Chile Songs (chilei kislemezlista)
- Colombia Songs (kolumbiai kislemezlista)
- Ecuador Songs (ecuadori kislemezlista)
- Mexico Songs (mexikói kislemezlista)
- Peru Songs (perui kislemezlista)

## Külső hivatkozások
- A Billboard slágerlistái